# The Wheels of Justice
Pour plus de détails, voir Fiche technique et Distribution.
The Wheels of Justice est un film muet américain réalisé par Otis Turner et sorti en 1911.

## Fiche technique
- Titre : The Wheels of Justice
- Réalisation : Otis Turner
- Scénario : Henry Kitchell Webster
- Producteur : William Selig
- Société de production : Selig Polyscope Company
- Pays d'origine :  États-Unis
- Format : Noir et blanc — 35 mm — 1,33:1
- Genre : Western
- Durée : 10 minutes
- Dates de sortie : 
  -  États-Unis : 14 septembre 1911

## Distribution
- Charles Clary
- Frank Weed
- William Duncan
- William Stowell
- S. Jones
- George L. Cox
- Kathlyn Williams
- Lillian Leighton
- Virginia Ames
- Rex the Dog